# Terapia de reorientação sexual

Entre a homossexualidade restrita (topo à esquerda), heterossexualidade restrita (topo à direita) e assexualidade (canto inferior) existe uma grande diversidade no nível de atração sexual.

Terapia de reorientação sexual (chamada ainda terapia de conversão ou terapia reparativa) compreende um conjunto de métodos que visam eliminar a orientação sexual homossexual de um indivíduo. Essas terapias podem incluir técnicas comportamentais, cognitivo-comportamentais e psicanalíticas, além de abordagens médicas, religiosas e espirituais. Estes tipos de procedimentos têm sido fonte de intensa controvérsia nos Estados Unidos, no Brasil e em outros países. O consenso científico é de que tais terapias não são efetivas e podem causar danos físicos e psicológicos.

## Características

Entre os resultados negativos relatados sobre esse tipo de terapia estão transtornos de ansiedade (20%), ideação suicida (10%), depressão (40%), impotência (10%) e transtorno do relacionamento sexual (10%).

A Associação Americana de Psiquiatria afirma que debates políticos e morais sobre a integração dos homossexuais na sociedade norte-americana têm obscurecido os dados científicos sobre mudanças de orientação sexual "por pôr no tema os motivos e até mesmo o caráter dos indivíduos em ambos os lados da questão." Os principais defensores contemporâneos desse tipo de terapia tendem a ser grupos cristãos conservadores e outras organizações religiosas. A principal organização que defende formas seculares de terapia de conversão é a Associação Nacional de Pesquisa e Terapia da Homossexualidade (NARTH - sigla em inglês); no entanto, a entidade frequentemente faz parcerias com grupos religiosos.
As principais organizações médicas e científicas norte-americanas têm expressado preocupação com a terapia de conversão e consideram-na  potencialmente prejudicial. A Associação Americana de Psiquiatria afirma que esse procedimento é um tipo de tratamento psiquiátrico "baseado na suposição de que a homossexualidade per se é um transtorno mental ou com base na suposição a priori de que um paciente deve mudar a sua orientação sexual homossexual."
O consenso de longa data das ciências comportamentais e sociais e dos profissionais de saúde mental e geral é de que a homossexualidade, per se, é uma normal e positiva orientação sexual humana. Pesquisas já realizadas têm falhado consistentemente em fornecer qualquer base empírica ou científica para considerar a homossexualidade como uma doença ou anormalidade. Existem pessoas que passam por terapias de reorientação sexual e tendem a ter visões religiosas fortemente conservadoras que as levam a procurar uma forma de mudar a sua orientação sexual. Não há estudos de suficiente rigor científico para concluir que os recentes esforços de mudança de orientação sexual têm sido eficazes. Embora dados de confiança sobre a segurança dessas terapias sejam extremamente limitados, algumas pessoas relataram terem sido prejudicadas por esse tipo de técnica. Angústia e depressão foram exacerbadas. A crença na esperança de mudar a orientação sexual seguida pela falha do tratamento em alcançar tal objetivo, foi identificada como uma importante causa de sofrimento e de uma autoimagem negativa.
As terapias de reorientação sexual têm gerado controvérsia devido às tensões entre os valores mantidos por algumas organizações religiosas, de um lado, e aqueles mantidos por organizações profissionais, científicas e de direitos LGBT, de outro. Alguns indivíduos e grupos têm promovido a ideia de que a homossexualidade é um sintoma de defeitos ou falhas no desenvolvimento espiritual e moral e têm argumentado que tais terapias, incluindo esforços psicoterapêuticos e religiosos, poderiam alterar os sentimentos e comportamentos homossexuais. Tais técnicas têm um grave potencial de prejudicar as pessoas que as buscam porque apresentam a visão de que a orientação sexual de jovens LGBT é uma doença mental ou um distúrbio e porque muitas vezes enquadram a incapacidade de mudança da orientação sexual dessas pessoas como um fracasso pessoal e moral. Muitos desses indivíduos e grupos parecem ser incorporados dentro do contexto mais amplo de movimentos políticos religiosos conservadores que apoiam a estigmatização da homossexualidade no âmbito político ou religioso. O co-fundador e outros ex-líderes da organização de ex-gays Exodus Internacional emitiram um pedido de desculpas público e formal por seu trabalho como líderes ex-gays e os danos que causaram aos que tentaram ajudar.

## História
Tentativas médicas de alterar a homossexualidade já incluíram tratamentos cirúrgicos como a histerectomia, ovariectomia, clitoridectomia, castração, vasectomia, cirurgia do nervo pudico e a lobotomia. Métodos baseados em substâncias incluíram o tratamento hormonal, tratamento de choque farmacológico e tratamento com estimulantes sexuais e antidepressivos sexuais. Outros métodos incluíram a terapia de aversão, a redução da aversão a heterossexualidade, tratamento de eletrochoque, grupo de terapia, hipnose e psicanálise.
Durante o período entre-guerras, o governo da Alemanha nazista tentou 'tratar' homossexuais através de métodos como tratamentos hormonais e relações sexuais forçadas com prostitutas. Para a ideologia nazista, os homossexuais deveriam ser "recuperados" para poderem voltar à prática reprodutiva. No entanto, diante da ineficácia das tentativas de cura, todos os homossexuais envolvidos nas terapias foram castrados para impedi-los de sentir qualquer tipo de prazer sexual.

### Atualmente

Em azul escuro os locais que criminalizam a terapia de conversão, em azul os que banem profissionais de saúde de praticarem a terapia, em ciano apenas determinadas jurisdições e em amarelo os que possuem banimento pendente

Nas duas últimas décadas do século XIX, uma visão diferente começou a predominar nos círculos médicos e psiquiátricos, julgando esse comportamento (homossexual) como um indicativo de um tipo de pessoa com uma orientação sexual definida e relativamente estável. No final do século XIX e XX, os modelos patológicos da homossexualidade ainda eram padrão.
No dia 17 de maio de 1990, a Assembleia-geral da Organização Mundial de Saúde (sigla OMS) retirou a homossexualidade da sua lista de doenças mentais, a Classificação Internacional de Doenças (sigla CID). O governo do Reino Unido seguiu o exemplo em 1994, seguido pelo Ministério da Saúde da Rússia e pelo Conselho Federal de Psicologia do Brasil em 1999, além Sociedade Chinesa de Psiquiatria em 2001. Os conselho da Associação Americana de Psiquiatria (AAP) já havia votado, por unanimidade, a retirada da homossexualidade como um distúrbio da seção de desvios sexuais do Manual Diagnóstico e Estatístico de Transtornos Mentais, o DSM-II, em 1973. Esta decisão foi confirmada oficialmente por 58% dos membros da AAP em 1974, que votaram para substituir o diagnóstico para uma categoria mais suave de "distúrbio de orientação sexual", que foi então substituído no DSM-III para "homossexualidade ego-distônica", que, em 1986, foi excluída do DSM-III-R. A AAP agora classifica a angústia persistente e acentuada de um indivíduo sobre a sua orientação sexual na classificação Desordem Sexual Sem Outra Especificação.
A maior parte das organizações profissionais de saúde mental sancionaram esforços de mudanças de orientação sexual e praticamente todos eles adotaram declarações de política da profissão e alertas ao público sobre os tratamentos que se propõem a mudar a sexualidade de uma pessoa. Estas incluem a Associação Americana de Psiquiatria, Associação Americana de Psicologia, American Counseling Association, Associação Nacional dos Trabalhadores Sociais, Royal College of Psychiatrists e a Sociedade Australiana de Psicologia.

### Cura Gay
O Projeto de Decreto Legislativo brasileiro 234/2011, ficou conhecido como "cura gay" e foi apresentado pelo deputado e pastor evangélico João Campos de Araújo (PSDB-GO). Foi aprovado no dia 18 de junho de 2013 pela Comissão de Direitos Humanos da Câmara dos Deputados, presidida pelo pastor Marco Feliciano, que era criticado por declarações homofóbicas. Alterava uma resolução do Conselho Federal de Psicologia, suspendendo partes desse documento que proibiam psicólogos de considerarem a homossexualidade uma doença e de tentarem mudar a orientação sexual de seus pacientes. O projeto foi alvo de críticas das Jornadas de junho de 2013 no brasil. Antes de se tornar lei, ainda teria de ser analisado pelas comissões de Seguridade Social e Família e de Constituição e Justiça, antes de chegar ao plenário da Câmara.
O projeto foi tirado de tramitação no dia 2 de julho de 2013 pelo então presidente da Câmara, Henrique Alves.

## Terminologia
Profissionais médicos e ativistas consideram a “terapia de conversão” um nome errôneo, uma vez que não constitui uma forma legítima de terapia. Termos alternativos incluem Sexual Orientation Change Efforts (SOCE) (em português: Esforços de Mudança de Orientação Sexual) e Gender Identity Change Efforts (GICE) (em português: Esforços de Mudança de Identidade de Gênero) — juntos: Esforços de Mudança de Orientação Sexual e Identidade de Gênero (SOGICE). De acordo com o pesquisador Douglas C. Haldeman, o SOCE e o GICE devem ser considerados em conjunto porque ambos se baseiam na suposição de que "o comportamento relacionado ao gênero consistente com o sexo de nascimento do indivíduo é normativo e qualquer outra coisa é inaceitável e deve ser alterada". “Terapia reparativa” pode se referir à terapia de conversão em geral, ou a um subconjunto dela.
Os defensores da terapia de conversão também não usam necessariamente o termo, usando em vez disso frases como "cura da fragilidade sexual" e "lutando contra a atração pelo mesmo sexo".

## Posição da comunidade científica
As terapias de mudança de orientação sexual são bastante discutidas, pois não há provas científicas que a orientação sexual de uma pessoa possa ser alterada através de terapias, sendo a sexualidade humana definida, provavelmente, por fatores biológicos. Existem alguns grupos, a maioria de fundamentação cristã conservadora, que afirmam que a orientação sexual de uma pessoa é influenciada pelo tipo de educação comportamental que foi realizada na infância e poderia ser alterada mais tarde. Estudos da psicologia, no entanto, afirmam que a orientação sexual não é algo controlável.
Atualmente, há um grande número de evidências que afirmam que ser homossexual ou bissexual é compatível com uma saúde mental e um ajustamento social completamente normais e saudáveis. Por isso, as principais organizações de saúde mental profissionais não incentivam as pessoas a tentar mudar a sua orientação sexual de homossexual para heterossexual. De fato, essas intervenções são eticamente suspeitas, porque elas podem ser prejudiciais para o bem-estar psicológico daqueles que passam por elas; observações clínicas e relatos pessoais indicam que muitas pessoas que tentam mudar a sua orientação sexual experimentam um considerável sofrimento psicológico. Por estas razões, nenhuma organização profissional de saúde mental apóia esforços para mudar a orientação sexual e praticamente todas elas adotaram declarações de política da profissão e alertas ao público sobre os tratamentos que se propõem a mudar a orientação sexual. O Royal College of Psychiatrists expressou, ao lado da Associação Americana de Psiquiatria e da Associação Americana de Psicologia, que as posições defendidas por organizações como a National Association for Research & Therapy of Homosexuality (NARTH), dos Estados Unidos, não são apoiadas pela ciência e criam um ambiente no qual o preconceito e a discriminação podem florescer.
A Associação Americana de Psiquiatria condena este tipo de terapia e afirma que "profissionais éticos evitam tentativas de mudar a orientação sexual dos indivíduos." O psicólogo Douglas Haldeman escreveu que esse tipo de procedimento se dá por meio de técnicas que incluem tratamentos aversivos, como "a aplicação de choques elétricos nas mãos e/ou genitais" e "medicamentos indutores de náuseas ... administrados simultaneamente com a apresentação de estímulos homoeróticos," recondicionamento masturbatório, visualização, treinamento de habilidades sociais, terapia psicanalítica e intervenções espirituais, tais como "oração e grupo de apoio e pressão". A Associação Americana de Psicologia "incentiva os profissionais de saúde mental para evitar desvirtuar a eficácia dos esforços de mudança de orientação sexual promovendo ou prometendo mudar a orientação sexual ao prestarem assistência aos indivíduos angustiados por conta própria ou por outras pessoas quanto a sua orientação sexual e conclui que os benefícios relatados pelos participantes nos esforços de mudança de orientação sexual podem ser obtidos através de abordagens que não tentam mudar a orientação sexual".
No Brasil, o Conselho Federal de Psicologia (CFP) proibiu esse tipo de terapia em 22 de março de 1999, declarando em sua Resolução N° 001/99 que:

### Opiniões contrárias
Em 2001, Robert Spitzer apresentou um trabalho controverso na reunião anual de 2001 da Associação Americana de Psiquiatria (AAP), em que argumentava ser possível que alguns indivíduos altamente motivados conseguissem mudar a sua orientação sexual de homossexual para heterossexual. Um artigo de 2001 do Washington Post indicou que Spitzer tinha 45 minutos de entrevistas telefônicas com 200 pessoas que afirmavam que as suas respectivas orientações sexuais mudaram de homossexual para heterossexual. Spitzer afirmou que a sua pesquisa "mostrou que algumas pessoas podem mudar de homossexual para heterossexual e nós devemos reconhecer isso." Considerando o quão difícil foi encontrar os 100 participantes, e que esses eram considerados os melhores casos de terapia de conversão, Spitzer concluiu que embora a mudança pudesse ocorrer, ela é provavelmente muito rara.
A AAP emitiu um comunicado oficial desmentindo a pesquisa de Spitzer, salientando que o trabalho não havia sido revisado e afirmando que "não há nenhuma evidência científica publicada em apoio a eficácia da terapia reparativa como um tratamento para mudar de orientação sexual." A pesquisa de Spitzer foi criticada por seus métodos de amostragem e os critérios usados para definir o sucesso da terapia.
Em 2012, no entanto, Spitzer se retratou publicamente pela conclusão de sua pesquisa e afirmou: "Eu acredito que devo desculpas à comunidade gay por meu estudo trazer alegações não comprovadas da eficácia da terapia reparadora."